# Paluxysaurus jonesi
 Paluxysaurus jonesi es la única especie conocida del género extinto Paluxysaurus  (“lagarto de Paluxy”) de dinosaurio saurópodo macronario, que vivió a mediados del período Cretácico, hace aproximadamente 112 millones de años, entre el Aptiense y el Albiense, en lo que hoy es Norteamérica. Paluxysaurus es un saurópodo conocido por al menos 4 ejemplares parciales y una vía de huellas anteriormente referido al Pleurocoelus. Era un largo saurópodo de unos 20 metros de largo, cuadrúpedo, de cuello largo y pequeña cabeza. Peter J. Rose, que describió el género, realizó un análisis cladistico que sugirió Paluxysaurus formó un clado con Brachiosaurus, que le haría un Brachiosauridae. Esta clasificación es soportada por una sola sinapomorfia, "un fémur relativamente amplio transversalmente en la mitad del eje mayor".  Si este dinosaurio no es considerado un braquiosáurido, Paluxysaurus puede ser un Titanosauriforme.
Los huesos y las icnitas de saurópodo en el área a lo largo del Río Paluxy, generalmente están referidas al género Pleurocoelus, incluyendo los esqueletos parciales (Particularmente de la Formación Glen Rose, sobre la Formación Twin Mountains). A mediados de los años 80, los estudiantes de la Universidad de Texas en Austin descubrieron una cama de huesos en un rancho en el condado Hood, pero el trabajo paró en 1987. La mina fue abierta de nuevo en 1993 y ha sido trabajada desde entonces, por parte de la Universidad Metodista Meridional, Museo de Ciencia e Historia de Tour Worth, y Universidad del Estado de Tarleton. Todos los restos de saurópodos parecen ser del mismo género del saurópodo. Árboles Petrificados también se conocen del mismo sitio. El sitio del descubrimiento era fluvial con  rocas que eran depositadas por la corriente, con arenas y fango del canal, y las concreciones de piedra arenisca de calcita cementada que contenían a los fósiles. Después de la excavación y de la preparación de la mayoría de los fósiles, el saurópodo se ha nombrado Paluxysaurus.
Paluxysaurus se basa en FWMSH 93B-10-18, un maxilar izquierdo asociado al nasal, y los dientes. Otros huesos de la mina incluyen un cuello parcial de siete vértebras, de trece vértebras de la espalda y 30 de la cola, así como ejemplos de todos los huesos de los miembros y de la cintura excepto algunos huesos de la mano y del pie. Se distingue del resto de los saurópodos por los detalles vertebrales, y tiene varias diferencias morfológicas en otros huesos comparados con otros saurópodos del Cretácico Inferior de Norteamérica. Fue descrito por Rose en 2007. El género se ha limitado hasta ahora a los restos de ese estrato de huesos, por ejemplo, el esqueleto parcial del condado de Wise conocido como Pleurocoelus sp, SMU 61732 no es referido a Paluxysaurus. Hay diferencias en los restos de los Pleurocoelus sp. y Paluxysaurus sp., pero no pueden ser distinguidos fácilmente. Un estudio de 2012 propone que Paluxysaurus jonesi sea un juvenil de Sauroposeidon.